# Payne (Ohio)
Pour les articles homonymes, voir Payne.
Payne est un village américain situé dans le comté de Paulding, dans l'Ohio. Selon le recensement de 2010, sa population est de 1 194 habitants.